# Дубовий Лог (Борисовський район, Гливинська сільська рада)
Дубовий Лог (біл. вёска Дубовы Лог) — село в складі Борисовського району Мінської області, Білорусь. Село підпорядковане Гливинській сільській раді, розташоване в північно-східній частині області.